# سيدي قاسم بوعسرية السفياني

## ترجمته:
الوليّ الصالح، البهلول المُتبرّك به، سيدي قاسم بن أحمد بن عيسى السُّفيانيّ، يُكنى أبو عسرية (بوعسرية) لأنّه كان يستخدم يده اليُسرى، وكانت شهرته ابْنُ اللُّوشَى دفين حي الزاوية بـمدينة سيدي قاسم التي حملت اسمه بعد بناء قبيلة سفيان ضريحا على قبر سيدي قاسم وزاوية حافلة لتدريس العلم وإقامة حِلق الذِّكر والسّماع، كان في بدء حياته من شجعان القبيلة وفتيانها الفرسان قبل أن تعتريه أحوال الصّوفية وتظهر عليه صور رفع الكلفة. أخذ التصوف والعلم عن سيدي عبد السلام بن الولي الصالح سيدي أبي عبيد الشرقي مؤسس الطريقة الشرقاوية
وقد ترجم له المؤرخ محمد الصغير الإفراني في كتابه صفوة من انتشر من أخبار صلحاء القرن الحادي عشر ترجمة وافية تحت رقم 207 في الصفحات 275، 276، 277.

## وفاته:
ذَكَر محمد بن الطيب القادري في كتاب التقاط الدرر ومستفاد المواعظ والعبر من أخبار وأعيان المائة الحادية والثانية عشر أنّ وفاته رحمه الله كانت فجر الإثنين 28 رجب سنة 1077 هجرية موافق 23 يناير 1667، ودفن في ضريحه المعروف بحي الزاوية على ضفة وادي ارضم ببلاد الغرب.